# Olivia Rivero Vilá
Olivia Rivero Vilá (Madrid, 23 de abril de 1979) es una prehistoriadora y arqueóloga española, especializada en arte prehistórico y profesora de la Universidad de Salamanca (USAL).

## Trayectoria
Rivero se licenció en Historia en la Universidad de Salamanca, donde descubrió el arte prehistórico y del que realizó su tesis doctoral  titulada La movilidad de los grupos humanos en el Magdaleniense de la Región Cantábrica y los Pirineos una visión a través del arte, bajo la dirección de la arqueóloga Soledad Corchón Rodríguez y publicada en 2010.
Una parte de la formación e investigación la realizó en Francia, en la Universidad de Toulouse Jean Laurès y en París, gracias al Proyecto Europeo en el que participó. Se especializó en el arte mueble y parietal Magdaleniense debido a que es el que mayor registro artístico tiene. Estudió colecciones de museos españoles y franceses, usando tecnología innovadora como el microscopio electrónico de barrido. 
Rivero participa y dirige varios proyectos de yacimientos de arte paleolítico, tanto en España como en Francia. Forma parte del equipo y estudia en seis cuevas que son Patrimonio de la Humanidad: Cueva del Pindal, Cueva de Los Hornos de la Peña, Yacimiento al aire libre de Siega Verde, La Garma, Cueva de Chauvet, y la Cueva de La Mouthe.
Dirige el Laboratorio de Tecnología Prehistórica (LABTEC) de la Universidad de Salamanca, cuyo objetivo es estudiar las habilidades estéticas y técnicas durante el Paleolítico superior. Se trata de un esfuerzo institucionalizado de canalizar todos los proyectos de investigación que se realizan, y está también destinado a la parte más tecnológica, restitución tridimensional, utilización de nuevas metodologías para la documentación de arte y también de material arqueológico.
Ha manifestado las dificultades que ha tenido como investigadora siendo mujer.

## Obra
- 2010 – La movilidad de los grupos humanos en el Magdaleniense de la Región Cantábrica y los Pirineos una visión a través del arte. Universidad de Salamanca.
- 2017 – La Caverna de la Peña de Candamo (Asturias): 100 años después de su descubrimiento. Con Soledad Corchón Rodríguez y Diego Gárate Maidagán. Ediciones Universidad de Salamanca. ISBN 9788490127971.[9]
- 2020 – Prehistoria de la península ibérica. con Antonio Blanco González y Estaba Álvarez Fernández. Ediciones Universidad de Salamanca. ISBN 9788413114392.[10]